# سیارک ۵۸۰۹۸
سیارک ۵۸۰۹۸ (به انگلیسی: 58098 Quirrenbach، نامگذاری:1977TC) پنجاه و هشت هزار و نود و هشتمین سیارک کشف شده‌است که در ۹ اکتبر ۱۹۷۷ کشف شد.